# New Minas (Nouvelle-Écosse)
Pour les articles homonymes, voir Mine.
New Minas est un village en Nouvelle-Écosse. Le nom provient du fait que l'on croyait y avoir découvert du minerai, au XVIIe siècle. 

## Géographie
New Minas borde la ville de Kentville à l'Ouest et la communauté non-incorporée de Greenwich vers l'est.  La ville de Wolfville est de l'autre côté de Greenwich. New Minas est à environ 100 km au nord-ouest d'Halifax. Le village est situé sur la rive sud de la rivière Cornwallis et occupe les pentes inférieures de la montagne sud. La Route 1 (Nouvelle-Écosse) traverse le village formant la rue principale.

## Histoire
New Minas a été fondée en 1682 par les Acadiens à partir de Grand Pré, qui faisait partie de Les Mines, le plus grand centre de peuplement en Acadie après que les Acadiens découvrent des mines de cuivre explorés au Cape d'or à l'entrée du Bassin des Mines dans les années 1600. Avec l'évolution de la colonie des Mines, des familles se déplacent vers l'ouest jusqu'à la rivière Habitant, dirigé par Pierre Terriot et fonda une nouvelle colonie qui allait être connu comme Saint-Antoine. Plus tard, les géomètres anglais l'ont nommé « New Minas ».
Il a été construit à côté d'une île de marée dans le coude de la rivière, appelée plus tard Île Oak. Ils répétaient les digues de la localité de Grand-Pré en les connectant à île Oak pour transformer les terres agricoles productives de marais. La colonie se développa pour inclure un moulin, une chapelle et un cimetière. Cependant, les Acadiens furent expulsés et la colonie et le village a été détruite en 1755. Les Planters (colons) de la Nouvelle-Angleterre se sont réinstallés dans la région dans les années 1760, mais construit leurs fermes plus loin de la rivière le long de la Route 1 (Nouvelle-Écosse).